# مارتینز، شهرستان استار، تگزاس
مارتینز (به انگلیسی: Martinez) یک منطقهٔ مسکونی در ایالات متحده آمریکا است که در تگزاس واقع شده‌است. مارتینز ۶۹ نفر جمعیت دارد.